# Ungerns Davis Cup-lag
Ungerns Davis Cup-lag styrs av ungerska tennisförbundet och representerar Ungern i tennisturneringen Davis Cup, tidigare International Lawn Tennis Challenge. Ungern debuterade i sammanhanget 1924. Laget nådde första omgången 1994 och 1996.